# Sanderlei Parrela
Sanderlei Parrela (ur. 7 października 1974 w Santosie) – brazylijski lekkoatleta, sprinter.

## Osiągnięcia
- srebrny medal mistrzostw świata (bieg na 400 m Sewilla 1999)
- 4. miejsce podczas igrzysk olimpijskich (bieg na 400 m Sydney 2000)
- 4. lokata na mistrzostwach świata (sztafeta 4 x 400 m Edmonton 2001)
- liczne medale (głównie złote) mistrzostw Ameryki Południowej zarówno na 400 metrów jak i w sztafecie 4 x 400 metrów

## Rekordy życiowe
- bieg na 400 m - 44.29 (1999) do 2019 rekord Ameryki Południowej

30 lipca 1999 w kanadyjskim Winnipeg brazylijska sztafeta 4 x 400 m z Parrelą na ostatniej zmianie wywalczyła srebrny medal igrzysk panamerykańskich, ustanawiając do dziś aktualny rekord Ameryki Południowej – 2:58.56.